# Neunkirchen-Seelscheid
Neunkirchen-Seelscheid là một đô thị ở huyện Rhein-Sieg nằm ở phía nam Nordrhein-Westfalen, Đức.
Neunkirchen-Seelscheid cách Bonn 20 km về phía đông bắc, 25 km về phía đông nam của Köln. Biên giới phía bắc được tạo bởi dòng sông Naafbach, còn phía biên giới đông nam là sông Bröl. Sông Wahnbach chảy qua đô thị này.

## Các đô thị giáp ranh
Các thành phố giáp ranh: Siegburg, Hennef, Overath và Lohmar. 
Các đô thị giáp ranh: Much và Ruppichteroth.

## Phân cấp
Ngoài 2 nơi chính là Neunkirchen (5423) và Seelscheid (5788) còn có các địa phương sau thuộc đô thị này (dân số trong ngoặc đơn)
Balensiefen (20), Birken (58), Birkenfeld (174), Birkenmühle (5), Brackemich (106), Breiderheide (3), Breitscheid, Bruchhausen (59), Busch (14), Effert (2), Eich (101), Eischeid (508), Gutmühle (39), Hardt (43), Hasenbach (315), Hausen, Hausermühle (71), Heidgen, Heister (110), Herkenrath (137), Hermerath (342), Hermerather Mühle, Herrenwiesermühle, Hochhausen (397), Hohn (101), Höfferhof, Hülscheid (418), Ingersau (62), Ingersaueler Mühle (6), Kaule (37), Kotthausen, Köbach (112), Krahwinkel (200), Meisenbach, Mohlscheid (383), Nackhausen (319), Niederhorbach (164), Niederwennerscheid (507), Oberdorst (364), Oberheister (413), Oberhorbach (64), Oberste Zeith, Oberwennerscheid (432), Ohlig (10), Ohmerath (31), Pinn (45), Pixhof, Pohlhausen (492), Rehwiese (6), Remschoß (254), Rengert (222), Renzert (64), Rippert (128), Schaaren, Scherpekotten (2), Scherpemich, Schöneshof (454), Siefen (34), Söntgerath (134), Stein (125), Steinermühle (19), Straßen (84), Unterste Zeith, Wahlen (22), Wahn (197), Weiert (32), Wende (4), Weesbach, Wiescheid, Wolperath (1288)

## Dân số
- 1998 – 19.515
- 1999 – 19.874
- 2000 – 20.079
- 2001 – 20.328
- 2002 – 20.674
- 2003 – 20.898
- 2004 – 21.020
- 2005 – 21.000

## Thành phố kết nghĩa
- Bicester, Oxfordshire ở Đảo Anh
- Les Essarts, Vendée ở Pháp
- Czernichów ở Ba Lan